# Die Aussage des Ministranten
Die Aussage des Ministranten (Originaltitel Le Témoignage de l’enfant de chœur) ist eine Erzählung von Georges Simenon, in der Kommissar Maigret während einer Abordnung in die Provinz einen Mordfall aufdeckt, bei dem der einzige Tatzeuge ein kleiner Junge ist. Das zur Reihe der Maigret-Romane und -Erzählungen gehörende Werk entstand am 28. April 1946 in Sainte-Marguerite-du-Lac-Masson in Québec (Kanada) und erschien 1947 in dem Erzählband Maigret et l’Inspecteur Malchanceux bei Presses de la Cité. 
In deutscher Übersetzung erschien die Erzählung erstmals 1965 bei Kiepenheuer und Witsch in der Übersetzung von Hansjürgen Wille und Barbara Klau in dem Band Maigret und Inspektor Lognon, 1980 bei Diogenes in neuer Übersetzung von Gisela Stadelmann in dem Band Maigret-Geschichten, Erste Folge. Eine Überarbeitung der Übersetzung von Wille/Klau erschien 2019 unter dem Titel Maigret und die Aussage des Ministranten im Kampa Verlag.

## Handlung
Der 12-jährige Justin ist Ministrant in der Krankenhauskapelle, wo er um sechs Uhr in der Früh den ersten Gottesdienst begleiten soll. Eines Morgens erscheint der Junge derart verstört in der Sakristei, dass man ihn zunächst zur Seite nimmt, und schließlich – nach seinen Erzählungen, er habe auf der Straße eine Leiche gesehen – die Polizei ruft. Doch sind Leiche und mögliche Spuren vom Tatort verschwunden. Die Beamten wollen den Erzählungen des Jungen nicht glauben, zumal sich widersprüchliche Zeugenaussagen finden lassen. Das ist der Moment, in dem sich Maigret in die Ermittlungen einschaltet. Er begleitet Justin am nächsten Morgen auf dem Weg zur Krankenhauskapelle, um sich genau vorstellen zu können, was passiert ist. Er befragt zunächst einen pensionierten Richter in der Nachbarschaft des Tatorts; dieser ist sich sicher, den Jungen dieses eine Mal nicht, wie sonst jeden Morgen, gesehen zu haben. Maigret glaubt dem Jungen dennoch, und als er schließlich mit Fieber und Pfeifen-Abstinenz, von Madame Maigret höchstpersönlich verordnet, das Bett hüten muss, geht er den Weg des Jungen in Gedanken noch einmal nach. Als Justin am nächsten Tag zu Kommissar Maigret ans Krankenbett geholt wird, kann ihm Maigret das Geständnis entlocken, in dieselbe Richtung wie der Täter gerannt zu sein. Wie sich jetzt herausstellt, hatte dieser ihn kurz vor dem Krankenhaus abgefangen und das Schweigen des Jungen über die Tat erpresst. Schon bald kann der Täter in der Nachbarschaft gestellt werden.

## Ausgaben
Nach der Erstveröffentlichung 1947 wurde die Erzählung in die Simenon-Werkausgaben Œuvres complètes (Lausanne, Editions Rencontre, 1967–1973) in Band XII, in Tout Simenon (Paris, Presses de la Cité, 1988–1993) in Band 2 und in Tout Simenon (Paris, Omnibus, 2002–2004) in Band 2 aufgenommen. In englischer Sprache erschien sie unter verschiedenen Titeln (z. T. als Schulaufgaben), 1951 unter Exclusive Witness (in den USA), 1963 unter According to the Altar Boy (in Großbritannien), außerdem unter Crime in the Rue Sainte-Catherine und  The Evidence of the Altar-Boy. In italienischer Sprache erschien die Erzählung 1966 unter La testimonianza del chierichetto.
- Georges Simenon: Le Témoignage de l'enfant de chœur in: Maigret et l'inspecteur Malgracieux. Presses de la Cité, Paris 1947 (Erstausgabe).
- Georges Simenon: Die Aussage des Ministranten in: Maigret und Inspektor Lognon. Übersetzung: Hansjürgen Wille, Barbara Klau. Kiepenheuer & Witsch, Köln 1965.
- Georges Simenon: Die Aussage des Ministranten in: Maigret-Geschichten. Folge 1. Übersetzung: Gisela Stadelmann. Diogenes, Zürich 1980.
- Georges Simenon: Maigret und die Aussage des Ministranten. Übersetzung: Hansjürgen Wille, Barbara Klau und Bärbel Brands. Kampa, Zürich 2019, ISBN 978-3-311-13090-1
- Georges Simenon: Maigret und die Aussage des Ministranten. Übersetzung: Hansjürgen Wille, Barbara Klau und Bärbel Brands. Lesung von Walter Kreye. Der Audio Verlag, Berlin 2019, ISBN 978-3-7424-1022-1.

## Adaptionen
- Brelan d'as, französischer Spielfilm von Henri Verneuil (1952), mit Michel Simon (Maigret).
- Il cadavere scomparso, (1968) Episode 2, Staffel 3 der italienischen Fernsehserie Le inchieste del commissario Maigret (Regie: Mario Landi), mit Gino Cervi (Maigret).
- Maigret et le Témoignage de l'enfant de chœur (1988), Episode 78 der französischen Fernsehserie Les Enquêtes du Commissaire Maigret (Regie: Michel Subiela), mit Jean Richard (Maigret).
- Maigret et l'Enfant de chœur (1997), Episode 25 der französischen Fernsehserie Maigret (Regie: Pierre Granier-Deferre), mit Bruno Cremer (Maigret).